# Drnovice (Blansko)
Drnovice (in tedesco Drnowitz) è un comune della Repubblica Ceca facente parte del distretto di Blansko, in Moravia Meridionale.